# Илана Вердански
Илана Вердански (на английски: Ilana Verdansky) е героиня от американския телевизионен сериал „Изгубени“, излъчван по телевизия ABC. Ролята се изпълнява от Зулийка Робинсън. В българския дублаж се озвучава Златина Тасева в пети и шести сезон на AXN.
Илана е представена за първи път в епизода 316 като оцеляла от полет 316 на авиокомпания Аджира, на който се качва, за да ескортира Саид. Въпреки това, постепенно подробностите относно героинята ѝ разкриват, че тя е някой, дълбоко свързан с Острова и Яков, най-висшестоящата фигура там.

## История
Малко се знае за миналото на Илана. В проблясък в миналото във време преди 2007, тя е тежко ранена и се възстановява в руска болница. Там тя е посетена от Джейкъб (Марк Пелегрино), който я моли да му помогне, на което тя се съгласява. Известно време по-късно в Лос Анджелис, тя намира Саид Джара (Навийн Андрюс) в един бар и го прелъстява, след което го атакува и залавя. В ролята си на полицай заедно със затворника си, тя ескортира Саид към Полет 316 на авиокомпания Аджира, който съдбовно се приземява на малкия остров, където се намира Станция Хидра на Инициатива Дарма.
Също така се появява в спомени на в епизода He's Our You и на Яков (Марк Пелегрино) в The Incident. Когато тя среща Саид за пръв път, твърди, че е „ловец на глави“, и че работи за семейството на убития работник на Чарлс Уидмор (Алън Дейл), когото Саид застрелва по поръчка на Бенджамин Лайнъс (Майкъл Емерсън). Илана е представена за първи път в епизода 316 като гостуваща звезда.

## Развитие
Обявата за героинята на Илана е цитирана от Майкъл Осийло от Entertainment Weekly като „европейка, която притежава голям интелект, но е също опасна. Привлекателна е и вероятно е свикнала да постига всичко по свой начин.“